# 巫繩咸
巫繩咸，字祜堂，福建永定縣人，清朝政治人物、同進士出身。
嘉慶十三年（1808年），登進士，授赣榆縣知縣。